# Rode zijdeplant
De rode zijdeplant (Asclepias incarnata) is een kruidachtige plant uit de maagdenpalmfamilie (Apocynaceae).
De soort prefereert vochthoudende gronden en groeit het beste in de zon tot halfschaduw. De plant wordt vaak gevonden nabij de randen van plassen, meren, stroompjes, in laaggelegen gebieden en langs greppels. Het is een favoriet van de monarchvlinder, die de bloemen eet en haar eieren legt op de plant. De rupsen van deze vlindersoort eten de bladeren. De plant heeft niet de melkachtige sappen die de andere zijdeplanten wel hebben, maar heeft wel gespecialiseerde dikke witte wortels om te kunnen overleven in zware natte gronden die arm zijn aan zuurstof. De plant bloeit van de hoogzomer tot de nazomer en produceert na de bloei lange relatief dunne ronde zaaddozen, die recht omhoog groeien. De dozen springen open in de late zomer tot late herfst. Hierbij worden de zaden losgelaten, die zijn verbonden aan de zijdeachtige haren, die functioneren als parachutes, die de zaden wegvoeren met de windstromingen. De soort wordt veel gebruikt in tuinen, met name voor het aantrekken van vlinders. De kleur van de bloem kan variëren van donkerpaars tot zacht rozeachtig paars, maar er bestaan ook witte varianten. Er zijn een aantal cultivars van de plant, die verder ook wordt gebruikt voor vers gesneden bloemen, die lang meegaan, maar soms worden ook de zaaddozen gebruikt voor decoratie.

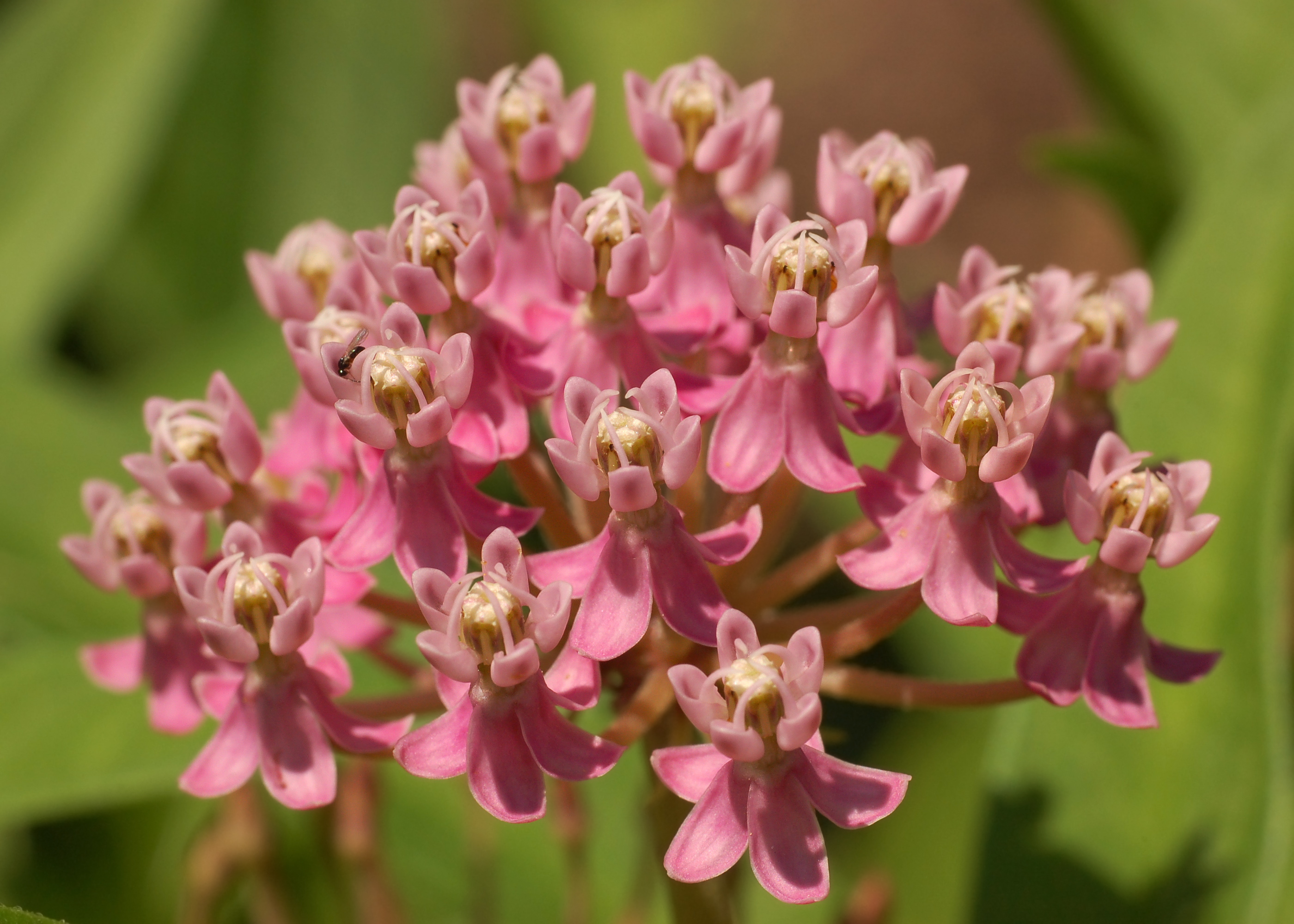
Close-up van de bloemen
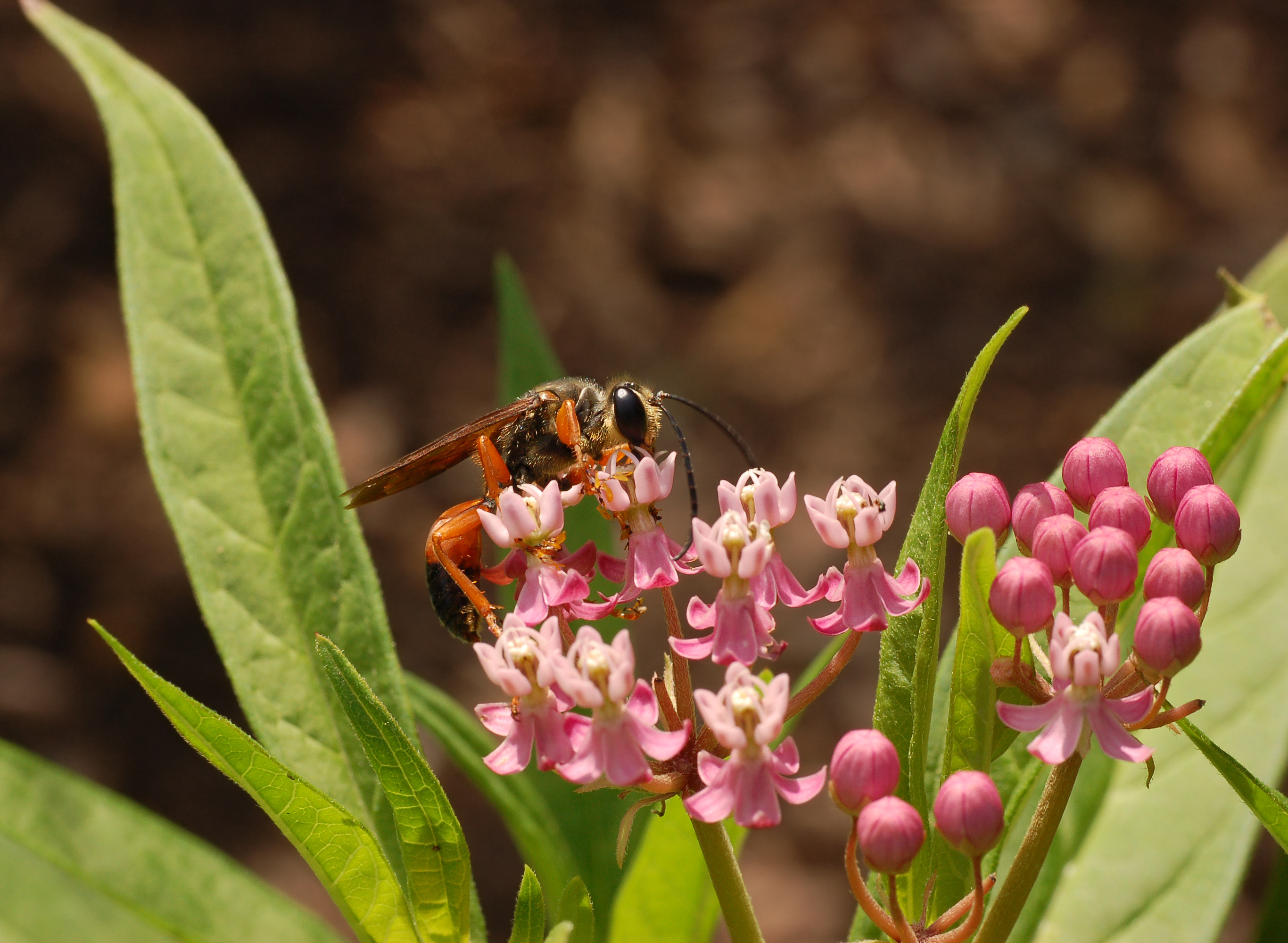
Bloemen met een nectar drinkende Sphex ichneumoneus
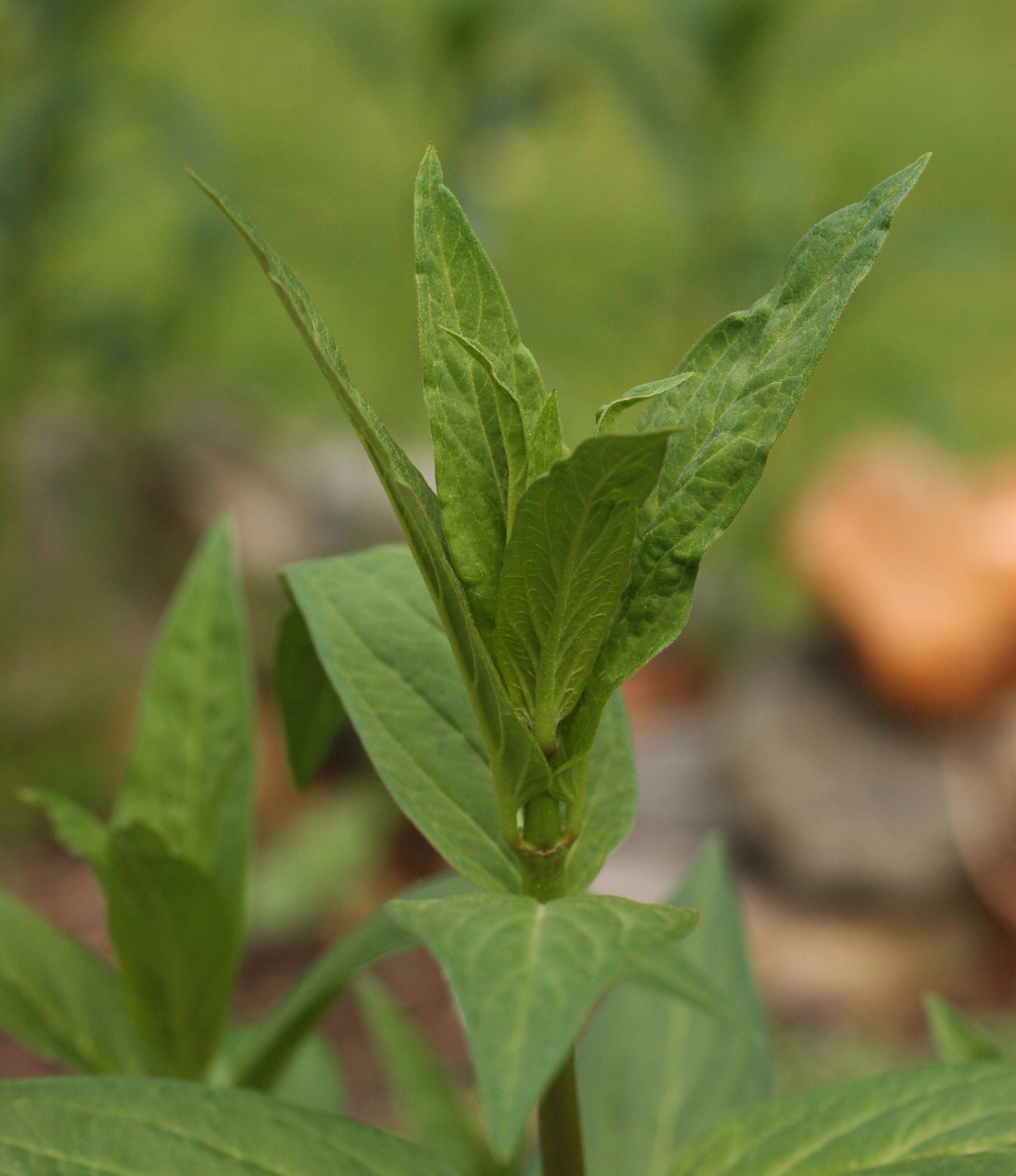
Een stengel met bladeren
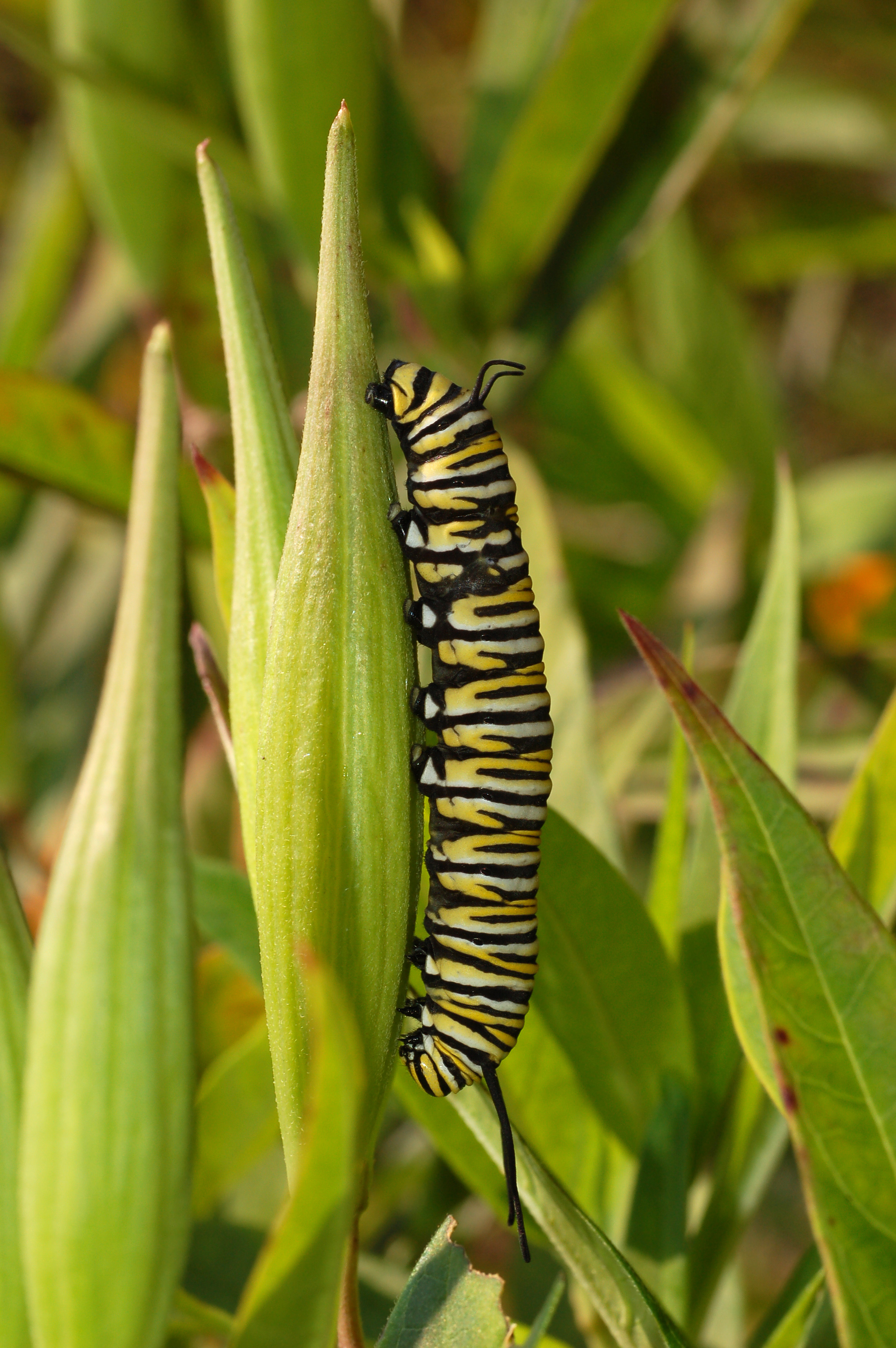
Een zaaddoos met de volwassen rups van een monarchvlinder